# Jackass Presents: Bad Grandpa
Jackass Presents: Bad Grandpa (no Brasil: Vovô sem Vergonha) é um filme de comédia americano dirigido por Jeff Tremaine para a MTV Films e escrito por Jeff, Johnny Knoxville e Spike Jonze. 
Estrelado por Johnny Knoxville e Jackson Nicoll, o filme foi distribuído pela Paramount Pictures.

## Sinopse
Um senhor de 86 anos, Irving Zisman, está em uma jornada por toda a América com o seu neto de oito anos de idade, Billy. Ao longo do caminho, Irving irá fazer o jovem Billy conhecer pessoas, lugares e situações que darão um novo significado de como educamos as crianças.

## Elenco
- Johnny Knoxville é Irving Zisman
- Jackson Nicoll é Billy
- Spike Jonze é Gloria
- Georgina Cates é Kimmie